# Terowie
Terowie är en ort i Australien. Den ligger i kommunen Goyder och delstaten South Australia, omkring 200 kilometer norr om delstatshuvudstaden Adelaide. Antalet invånare är 144.
Trakten runt Terowie är nära nog obefolkad, med mindre än två invånare per kvadratkilometer.. 
Omgivningarna runt Terowie är i huvudsak ett öppet busklandskap. Genomsnittlig årsnederbörd är 472 millimeter. Den regnigaste månaden är maj, med i genomsnitt 72 mm nederbörd, och den torraste är december, med 12 mm nederbörd.